# Xiasha (köpinghuvudort i Kina, Zhejiang Sheng, lat 30,31, long 120,32)
Xiasha är en köpinghuvudort i Kina. Den ligger i provinsen Zhejiang, i den östra delen av landet, omkring 16 kilometer nordost om provinshuvudstaden Hangzhou. Antalet invånare är 100 515. Befolkningen består av 34 748 kvinnor och 65 767 män. Barn under 15 år utgör 7,0 %, vuxna 15-64 år 89 %, och äldre över 65 år 2,0 %.
Närmaste större samhälle är Hangzhou, 15,0 km väster om Xiasha. 
Genomsnittlig årsnederbörd är 1 869 millimeter. Den regnigaste månaden är juni, med i genomsnitt 328 mm nederbörd, och den torraste är november, med 74 mm nederbörd.